# Diego Giacometti

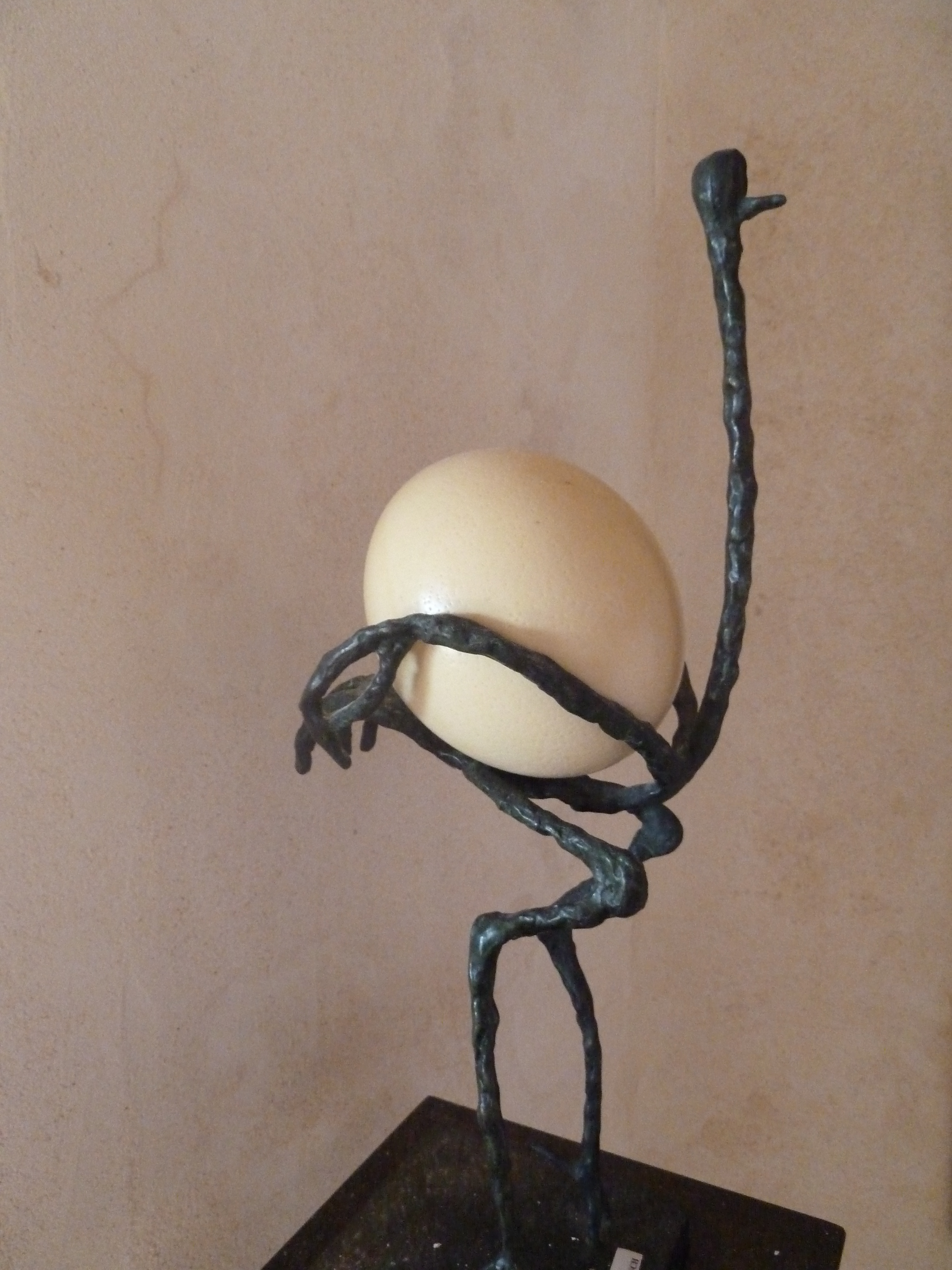
Struś, rzeźba Diego Giacomettiego

Diego Giacometti (ur. 15 listopada 1902 w Borgonovo, Szwajcaria, zm. 15 lipca 1985 w Neuilly-sur-Seine, Francja) – szwajcarski projektant wyposażenia wnętrz, aktywny we Francji.
Jego rodzicami byli malarz Giovanni Giacometti i jego żona Annetta z domu Stampa (1871–1964). Miał dwóch braci:  starszy Alberto był znanymi szwajcarskim artystą malarzem i rzeźbiarzem, zaś młodszy Bruno cenionym architektem.
Uzyskał wykształcenie handlowe (szkoły w Stampa, Schiers, St. Gallen i Bazylei) i pracował w wyuczonym zawodzie w różnych firmach w kraju i za granicą. W 1925 przeprowadził się do Paryża i od 1927 współpracował blisko z bratem Alberto, służąc mu za modela i pomocnika technicznego, odpowiedzialnego za budowę szkieletów rzeźb, wykonywanie odlewów, patynowanie brązów. Poważnie poranił sobie prawą rękę w jednej z maszyn w pracowni, co ograniczyło jej sprawność. Dopiero około 1950 roku zaczął rozwijać własną twórczość, wytwarzając meble i elementy wykończenia wnętrz na zamówienia z kręgów związanych ze sztuką, często stosując brąz jako tworzywo i postacie zwierząt jako elementy zdobnicze. Widać w tych jego dziełach inspirację sztuką Egiptu, który odwiedził w jedynej swojej dłuższej podróży. Ich projektowanie i wykonywanie stało się jego głównym zajęciem po śmierci brata w 1966. Jego ostatni, prestiżowy kontrakt to wyposażenie wnętrz Muzeum Picassa w Paryżu; wykonał też meble do Muzeum Chagalla. Ocenia się, że jego dorobek to w sumie około 5000 przedmiotów. Początkowo pozostający w cieniu starszego Alberto, z czasem zaczął być doceniany jako niezależny twórca. Wielbicielem i kolekcjonerem twórczości Diego i zarazem przyjacielem artysty był kreator mody Hugo de Givenchy. Na przeprowadzonej przez Christie’s aukcji obiektów z jego kolekcji, odbytej w 2017, stół Grand table console aux cerfs uzyskał cenę ponad 2,65 miliona euro, a cały zespół 21 przedmiotów przyniósł ponad 32,5 miliona euro. W 2019 sprzedaż 27 obiektów jego autorstwa w galerii Sotheby’s przyniosła ponad 5,5 miliona euro dochodu.  
Pozostał bezżenny. Został pochowany na cmentarzu w Borgonovo.